# المديرية العامة للمحفوظات (ألبانيا)
المديرية العامة للمحفوظات ( Albanian: Drejtoria e Përgjithshme e Arkivave ) هو الأرشيف الوطني لجمهورية ألبانيا ، ويقع في تيرانا عاصمة ألبانيا . تحت السيطرة السابقة لحزب العمل الألباني ، تحتفظ المديرية بأوراق جمهورية ألبانيا الشعبية الاشتراكية السابقة، والأوراق التي كان يحتفظ بها المواطنون قبل النظام. تم تحديث الأرشيف بالكامل وفقًا للمعايير الأرشيفية اعتبارًا من عام 2004، بمساعدة من الأرشيف الفيدرالي السويسري ، ويضم الأرشيف أيضًا مخطوطة بيراتينوس و مخطوطة بيراتينوس II .

## أنظر أيضاً
- المكتبة الوطنية في ألبانيا
- قائمة الأرشيفات الوطنية
- قائمة الأرشيفات في ألبانيا
- الإيديز

## روابط خارجية
- الموقع الرسمي

قالب:Tirana
41°20′8″N 19°48′46″E / 41.33556°N 19.81278°E